# Macronychia striginervis
Macronychia striginervis är en tvåvingeart som först beskrevs av Zetterstedt 1844.  Macronychia striginervis ingår i släktet Macronychia och familjen köttflugor. Arten är reproducerande i Sverige. Inga underarter finns listade i Catalogue of Life.